# Timema
Timema is een geslacht van Phasmatodea uit de familie Timematidae. De wetenschappelijke naam van dit geslacht is voor het eerst geldig gepubliceerd in 1895 door Scudder.

## Soorten
Het geslacht Timema omvat de volgende soorten:
- Timema bartmani Vickery & Sandoval, 1997
- Timema boharti Tinkham, 1942
- Timema californicum Scudder, 1895
- Timema chumash Hebard, 1920
- Timema coffmani Sandoval & Vickery, 1998
- Timema cristinae Vickery, 1993
- Timema dorotheae Strohecker, 1966
- Timema douglasi Sandoval & Vickery, 1996
- Timema genevievae Rentz, 1978
- Timema knulli Strohecker, 1951
- Timema landelsensis Vickery & Sandoval, 2001
- Timema monikensis Vickery & Sandoval, 1998
- Timema morongensis Vickery, 2001
- Timema nakipa Vickery, 1993
- Timema nevadense Strohecker, 1966
- Timema petita Vickery & Sandoval, 2001
- Timema podura Strohecker, 1936
- Timema poppensis Vickery & Sandoval, 1999
- Timema ritensis Hebard, 1937
- Timema shepardi Vickery & Sandoval, 1999
- Timema tahoe Vickery, 1993